# Anadolu Hisarı
Anadolu Hisarı („Anatolische Festung“; osmanisch آقجه حصار İA Aḳca-ḥiṣār, deutsch ‚Weißenburg‘) ist eine am kleinasiatischen Bosporusufer liegende Burg in Istanbul in der Türkei.

## Geschichte
Die Festung wurde zwischen 1393 und 1394 von Sultan Bayezid I. auf der asiatischen (oder anatolischen, auf Türkisch anadolu) Seite des Bosporus errichtet. Sie kontrollierte zusammen mit dem am europäischen Bosporusufer liegenden Rumeli Hisarı den Schiffsverkehr auf dem Bosporus.
Die Burg ist eine der ersten osmanischen Burgen am Bosporus.

## Anlage
Das Dorf Anadolu Hisarı besteht aus denkmalgeschützten alten Holzhäusern und besitzt einen kleinen Hafen am Göksu deresi, welcher für Bootsausflüge und Restaurants mit bestem Ausblick auf den Bosporus bekannt ist. Weiterhin gibt es einen großen osmanischen Friedhof.